# Wada Masashi
Wada Masashi (和田昌士 Wada Masashi, sinh ngày 11 tháng 4 năm 1997 ở Yokohama) là một cầu thủ bóng đá người Nhật Bản thi đấu cho Yokohama F. Marinos ở J1 League.

## Thống kê câu lạc bộ
Cập nhật đến ngày 2 tháng 1 năm 2018.
| Thành tích câu lạc bộ | Thành tích câu lạc bộ | Thành tích câu lạc bộ | Giải vô địch | Giải vô địch | Cúp                   | Cúp                   | Cúp Liên đoàn | Cúp Liên đoàn | Tổng cộng | Tổng cộng |
| Mùa giải              | Câu lạc bộ            | Giải vô địch          | Số trận      | Bàn thắng    | Số trận               | Bàn thắng             | Số trận       | Bàn thắng     | Số trận   | Bàn thắng |
| Nhật Bản              | Nhật Bản              | Nhật Bản              | Giải vô địch | Giải vô địch | Cúp Hoàng đế Nhật Bản | Cúp Hoàng đế Nhật Bản | J. League Cup | J. League Cup | Tổng cộng | Tổng cộng |
| --------------------- | --------------------- | --------------------- | ------------ | ------------ | --------------------- | --------------------- | ------------- | ------------- | --------- | --------- |
| 2015                  | Yokohama F. Marinos   | J1                    | 0            | 0            | 0                     | 0                     | 0             | 0             | 0         | 0         |
| 2016                  | Yokohama F. Marinos   | J1                    | 1            | 0            | 1                     | 0                     | 3             | 0             | 5         | 0         |
| 2018                  | Yokohama F. Marinos   | J1                    | 0            | 0            | 0                     | 0                     | 0             | 0             | 0         | 0         |
| Tổng cộng             | Tổng cộng             | Tổng cộng             | 1            | 0            | 1                     | 0                     | 3             | 0             | 5         | 0         |
| 2017                  | Renofa Yamaguchi      | J2                    | 17           | 1            | 0                     | 0                     | -             | -             | 17        | 1         |
| Tổng cộng             | Tổng cộng             | Tổng cộng             | 17           | 1            | 0                     | 0                     | -             | -             | 17        | 1         |
| Tổng cộng sự nghiệp   | Tổng cộng sự nghiệp   | Tổng cộng sự nghiệp   | 18           | 1            | 1                     | 0                     | 3             | 0             | 22        | 1         |